# IC 1638
IC 1638 ist eine linsenförmige Galaxie vom Hubble-Typ S0 im Sternbild Fische auf der Ekliptik. Sie ist schätzungsweise 220 Millionen Lichtjahre von der Milchstraße entfernt und hat einen Durchmesser von etwa 45.000 Lichtjahren.

Im selben Himmelsareal befinden sich u. a. die Galaxien NGC 410, NGC 414, IC 1636, IC 1648.
Das Objekt wurde am 17. Oktober 1903 von dem französischen Astronomen Stéphane Javelle entdeckt.